# Пієвка
Пі́євка (рос. Пиевка, ерз. Пиевка) — присілок у складі Темниковського району Мордовії, Росія. Входить до складу Пурдошанського сільського поселення.
Населення — 18 осіб (2010; 26 у 2002).
Національний склад (станом на 2002 рік):
- росіяни — 100 %